# Anne Knijnenburg
Anne Knijnenburg (Berghem, 11 maart 2002) is een Nederlands duatlete, veldrijdster en wielrenster. Daarnaast is ze een voormalig atlete en veldloopster.

## Carrière

### Atletiek
Op het nationale indoor kampioenschap in 2021 won ze goud op het onderdeel 1500 m. Dit werd tevens haar beste persoonlijke prestatie op dit onderdeel. Op de 800 m greep ze net naast het podium; ze werd vierde. Bij het volgende nationale kampioenschap van 2022 won ze goud op de baan bij de 800 meter. Haar doel was om deel te kunnen nemen aan de Olympische Zomerspelen 2024 die werden gehouden in Parijs. Wegens blessures was Knijnenburg gedwongen haar atletiekcarrière op stop te zetten. Al snel maakte ze de overstap naar het wielrennen.

### Duatlon
Knijnenburg nam in 2023 deel aan het Nederlands kampioenschap cross duatlon. Dit onderdeel van de duatlon werd voor het eerst sinds 2019 weer georganiseerd en bestond uit hardlopen, mountainbiken en wederom hardlopen. Knijnenburg zegevierde in deze editie van de cross duatlon voor Sophie van der Most en Maaike Telkamp.

### Veldlopen
Bij het veldlopen nam ze in 2021 deel aan de Europese kampioenschappen bij de junioren onder twintig jaar. Ze werd 22e met een tijd van veertien minuten en zes seconden.

### Veldrijden
In het veld nam ze in 2023 deel aan de Nederlandse kampioenschappen, hier werd ze werd vijfde. Ze finishte zes minuten en vijf seconden later dan de winnares Leonie Bentveld. In oktober 2023 behaalde ze enkele top tien klasseringen in het veldrijden.

### Wegwielrennen
In de eerste helft van 2023 reed Knijnenburg bij de amateur wielerploeg WV Schijndel. Eind juni werd ze nationaal kampioen op de weg bij de elite zonder contract. Ze was in deze wedstrijd net iets sneller dan Elisa Serné en Noa Jansen. Per augustus van dat jaar tekende Knijnenburg haar eerste profcontract, dit was bij het Nederlandse Parkhotel Valkenburg. Haar eerste profzege behaalde ze gelijk in haar eerste volledige seizoen bij de ploeg. Ze won de eerste editie van de Cyclis Classic, voor Federica Venturelli.

## Privé
Knijnenburg komt uit een sportief gezin. Haar beide ouders zijn actief als triatleet. Haar moeder Corina Knijnenburg nam meerdere malen deel aan de wereldkampioenschappen triatlon.

## Palmares

### Atletiek

#### Indoor
1500 m
2021:  NK - 4'26"49

#### Baan
800 m
2022:  NK - 2'09"86

### Duatlon
2023
 Nederlands kampioen cross duatlon

### Wegwielrennen
2023
 Nederlands kampioen op de weg, elite zonder contract
2024
Cyclis Classic
Bergklassement Ronde van Toscane
Bergklassement Ronde van Chongming

#### Resultaten in voornaamste wedstrijden
|      | \| Jaar \| Milaan-San Remo \| Amstel Gold Race \| Luik-Bast.‑Luik \| Dwars door Vlaanderen \| Waalse Pijl \| \| ---- \| --------------- \| ---------------- \| --------------- \| --------------------- \| ----------- \| \| 2024 \| \| 86e \| 85e \| 25e \| 100e \| \| 2025 \| 91e \| 45e \| \| \| \| |                  |                 |                       |             |
| Jaar | Milaan-San Remo | Amstel Gold Race | Luik-Bast.‑Luik | Dwars door Vlaanderen | Waalse Pijl |
| 2024 | | 86e              | 85e             | 25e                   | 100e        |
| 2025 | 91e | 45e              |                 |                       |             |

## Ploegen
- 2023 –  Parkhotel Valkenburg
- 2024 –  VolkerWessels
- 2025 –  VolkerWessels

Van Bokhoven · Frain · Gerritse · Van Haaften · Van Helvoirt · Knijnenburg (vanaf 1/8) · Limpens · Molenaar · Nooijen · Poland · A. van Rooijen · S. van Rooijen · Schoens · Souren · Vanhove · Vanpachtenbeke · Van der Wolf (tot 17/5)
Beuling · Van Bokhoven · Demey · Dijkstra · Van Helvoirt · Jansen · Knijnenburg · Meert · Molenaar · Poland · A. van Rooijen · S. van Rooijen · Schoens · Souren · Stultiens · Vanhove · Vanpachtenbeke · Wisse (stagiair)
Beuling · Boogaard · Demey · Dijkstra · van Helvoirt · Jansen · Knijnenburg · Meert · Molenaar · Poland · Rijnbeek · van Rooijen · Schoens · Souren · Stultiens · Uneken · Vanpachtenbeke · Vollering · Wisse
- World Athletics: 14752252